# 小行星7957
小行星7957（7957 Antonella）是一颗绕太阳运转的小行星，为主小行星带小行星。该小行星于1994年1月17日发现。

## 轨道参数
小行星7957的轨道半长轴为2.7722181 UA，离心率为0.117。